# إليزابيث يغر
إليزابيث يغر (بالألمانية: Elisabeth Jäger)‏ هي صحفية نمساوية، ولدت في 25 سبتمبر 1924 في فيينا في النمسا.